# Sapphirina uncinata
Sapphirina uncinata is een eenoogkreeftjessoort uit de familie van de Sapphirinidae. De wetenschappelijke naam van de soort is voor het eerst geldig gepubliceerd in 1853 door Leuckart.